# Stara Bukówka (Bukówka)
Stara Bukówka – część wsi Bukówka w Polsce, położona w województwie świętokrzyskim, w powiecie starachowickim, w gminie Pawłów.
W latach 1975–1998 Stara Bukówka administracyjnie należała do województwa kieleckiego.